# سارا ألين
سارا ألين (بالإنجليزية: Sara Allen)‏ هي ملحنة وكاتبة غنائية أمريكية، ولدت في 9 ديسمبر 1954.

## وصلات خارجية
- سارا ألين على موقع IMDb (الإنجليزية)
- سارا ألين على موقع ميوزك برينز (الإنجليزية)
- سارا ألين على موقع أول ميوزيك (الإنجليزية)
- سارا ألين على موقع ديسكوغز (الإنجليزية)